# Fritz Schumann (Önologe)

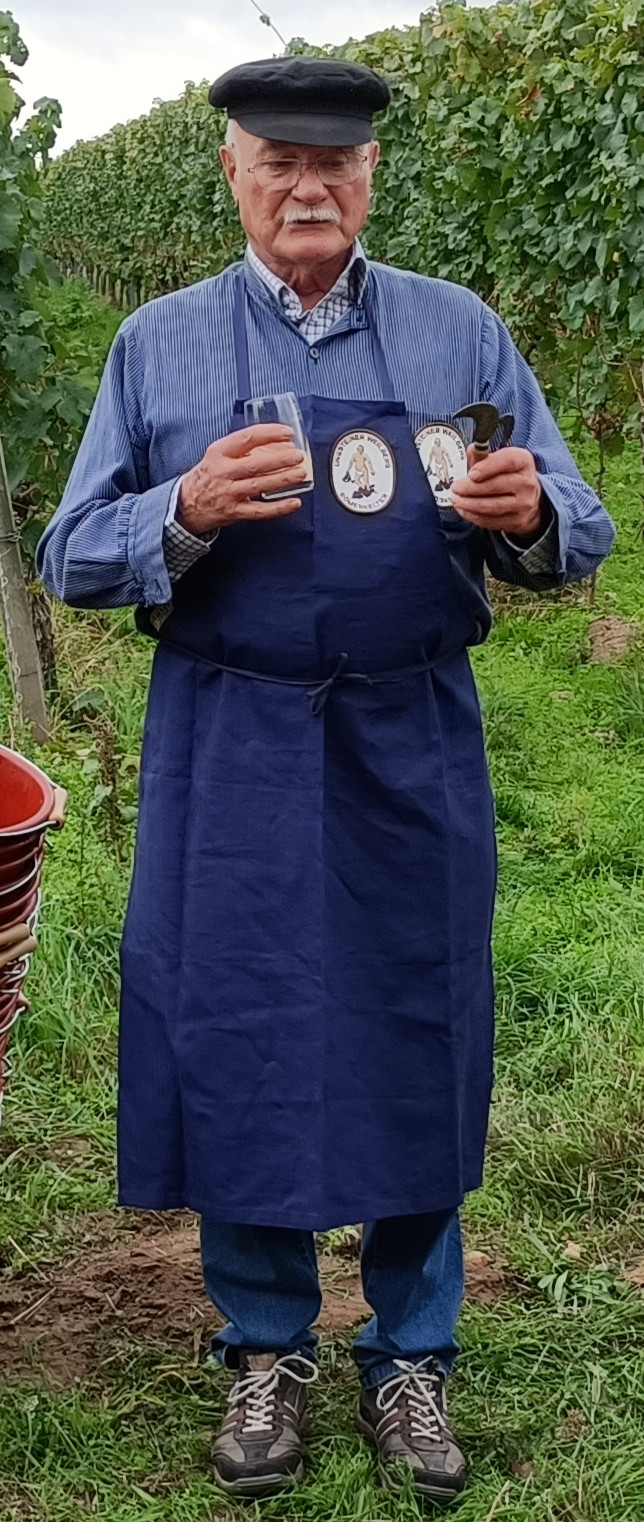
Fritz Schumann (2022)

Fritz Schumann (* 3. Dezember 1939 in Ungstein) ist ein deutscher Önologe.

## Leben
Schumann wuchs im elterlichen Weingut auf. Er besuchte die Weinbauschule in Neustadt an der Weinstraße, wo er 1956 seinen Abschluss erwarb. Nach einer Ausbildung in den Weinanbaugebieten Nahe und Rheingau studierte er Landwirtschaft in Bonn und Berlin. In seiner Diplomarbeit befasste er sich mit Wildreben in Mitteleuropa, seine Dissertation hatte den Vergleich alter und neuer Rebsorten zum Thema. Er war dann zunächst Referendar bei der Staatlichen Lehr- und Forschungsanstalt für Landwirtschaft, Weinbau und Gartenbau in Neustadt an der Weinstraße und ab 1971 mehr als 30 Jahre lang Leiter des Fachbereichs Weinbau; von 1971 bis 1986 leitete er außerdem das Sachgebiet Rebveredelung.
Seit 1977 ist er Mitglied der Weinbruderschaft der Pfalz, heute im Rang eines Großmeisters. Schumann fungierte ferner als Präsident der Gesellschaft für Geschichte des Weines. Er ist der Verfasser zahlreicher Schriften zum Thema Wein, teilweise mit anderen Autoren gemeinsam.
Neben seinem Wirken im Weinbau war Schumann auch als freier Mitarbeiter des Amts für Bodendenkmalpflege in Speyer tätig. Als 1981 bei einem Flurbereinigungsverfahren nahe Ungstein Mauerreste gefunden wurden, erkannte Schumann deren Bedeutung; es handelte sich um Reste des Kelterhauses der Villa rustica Weilberg, die dann unter der Leitung des Archäologen Helmut Bernhard freigelegt wurde. Die anschließende Teilrekonstruktion und der Betrieb als Freilichtmuseum geschah hauptsächlich auf Schumanns Betreiben hin.

## Auszeichnungen
- 2007: Verdienstkreuz am Bande des Verdienstordens der Bundesrepublik Deutschland[1]
- 1995: Goldene Zeile

## Schriften (Auswahl)
- Weinbau-Lexikon. Meininger, Neustadt an der Weinstraße 1998, ISBN 3-87524-131-2.
- 2000 Jahre Weinkultur in der Pfalz. Deidesheim, Museum für Weinkultur, 2000, DNB 965213390.
- mit Werner Back: Hundert Jahre Weingeschichte der Pfalz. Knecht, Landau 2005, ISBN 3-930927-93-4.
- Römervilla Weilberg. Ein Spaziergang durch das römische Weingut in Ungstein bei Bad Dürkheim. Bad Dürkheim 2006, DNB 988065282.
- mit Hans Ambrosi, Bernd H. E. Hill, Erika Maul, Ernst H. Rühl und Joachim Schmid: Farbatlas Rebsorten: 300 Sorten und ihre Weine. Ulmer, Stuttgart 2011, ISBN 978-3-8001-5957-4.
- mit Klaus Kremb: Staufische Geschichtsorte und ihre Weine. Edition Palatina, Lingenfeld 2016, ISBN 978-3-9817350-4-8.